# Arnold Werner-Jensen
Arnold Werner-Jensen (* 8. Juni 1941 in Innsbruck) ist ein deutscher Musiker und Musikpädagoge, Musikwissenschaftler, Hochschullehrer und Autor zahlreicher Musik(sach)bücher.

## Werdegang
Werner-Jensen studierte von 1959 bis 1965 an der Musikhochschule Frankfurt die Fächer Schulmusik und Dirigieren, später in derselben Stadt an der Goethe-Universität Germanistik und Musikwissenschaft bei Ludwig Finscher, wo er zum Dr. phil. promovierte. Ab 1963 unterrichtete er als Gymnasiallehrer und schrieb in dieser Zeit Musikkritiken für die Zeitung Darmstädter Echo. 1975 wurde er als Professor für Musikerziehung an die Pädagogische Hochschule Heidelberg berufen, von dort wechselte er 1993 an die Pädagogische Hochschule Weingarten. Er gibt als Solist oder gemeinsam mit anderen Musikern Konzerte als Pianist und Cembalist und initiierte im Jahr 2002 die regelmäßig stattfindende Konzertreihe „Bachstunden“ im Kurpfälzischen Museum in Heidelberg. Zu hören waren bisher beispielsweise große Cembalozyklen von Johann Sebastian Bach und seinen Söhnen.

## Werke (Auswahl)
Zu seinen Werken gehören Bücher zur Musikpädagogik, Konzertführer, Musiksachbücher für junge Leute sowie als Herausgeber zwei Bände mit Orchestermusik im Rahmen der Hindemith-Gesamtausgabe.
- Das Buch der Musik Reclam, Taschenbuch, Stuttgart 2017 (ursprünglich Reclam Buch der Musik, 2001)[4]
- Musiknation Deutschland? Ein Plädoyer für die Zukunft unserer Orchester. Henschel, Leipzig 2019, ISBN 978-3-89487-809-2.